# Rubén Daray
Rubén César Daray (San Isidro, Provincia de Buenos Aires; 10 de marzo de 1950) es un expiloto argentino de automovilismo y actualmente empresario periodístico. Desarrolló su carrera deportiva durante gran parte de la década de 1980, repartiéndose entre el Turismo Carretera y el TC 2000. En 1985, consiguió su máximo galardón al consagrarse campeón argentino de TC 2000, siendo además el único piloto en salir campeón manejando un Ford Sierra.
Se inició a fines de la década de 1960 y principios de los años 1970. Corrió en Turismo Nacional (TN) en la Clase B con el Fiat 128, peleando varios campeonatos. Posteriormente pasó a la clase C, en el equipo de Carlos Akel, y salió campeón en 1977 con el Fiat 125. Previamente a correr en TN había corrido con karting.
En 1986 lanzó el programa de televisión A todo motor, al que luego sumó una revista y actualmente un portal web.

## Trayectoria
- 1981: TC 2000 (Ford Taunus)
- 1982: TC 2000 (Ford Taunus)
- 1983: TC 2000 (Ford Taunus)
- 1984: TC 2000 (Ford Sierra)
- 1985: Campeón TC 2000 (Ford Sierra)
- 1986: TC 2000 (Ford Sierra)
- 1987: Turismo Carretera (Dodge GTX)

## Palmarés
| Título  | Especialidad | Marca       | Año  |
| ------- | ------------ | ----------- | ---- |
| Campeón | TN Clase C   | Fiat 125    | 1977 |
| Campeón | TC 2000      | Ford Sierra | 1985 |